# GINZA SIX
35°40′10.65″N 139°45′50.62″E / 35.6696250°N 139.7640611°E

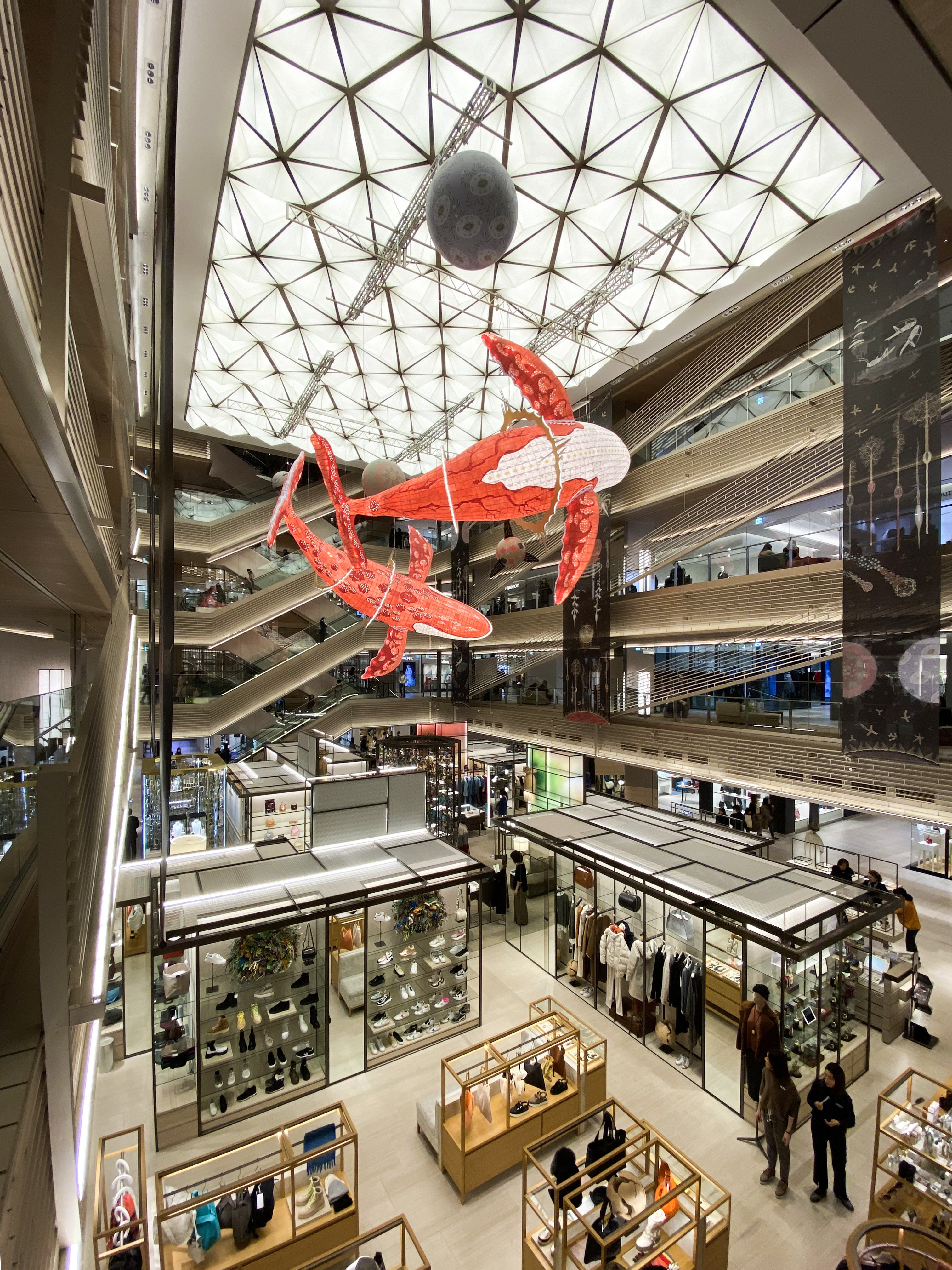
2樓 SIXIÈME GINZA

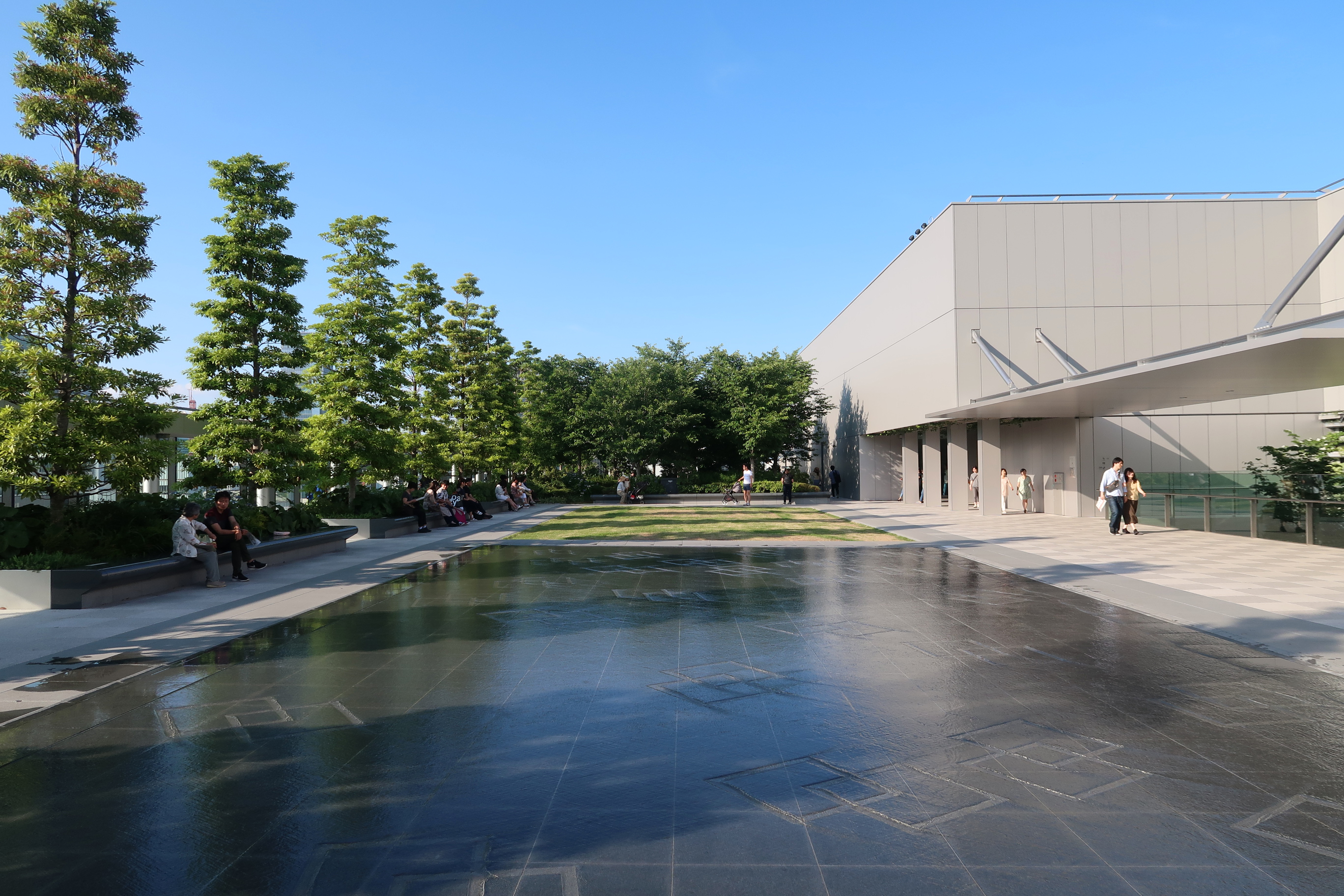
屋頂庭園

GINZA SIX（ギンザシックス）是位於東京都中央區銀座的複合商業設施。由商业設施、業務設施、文化公共設施及停車場等構成。

## 概要
包括松坂屋銀座店拆除後的銀座六丁目10番街區（4,600m2）、相鄰的銀座六丁目11番街區（4,400m2）等兩個街區約1.4公頃的建地進行共同再開發，於2017年4月20日正式開幕。本地區被指定為都市再生緊急整備地域（東京都心・臨海地域），被期待能夠重新整合為商業・觀光據點。此外，由於區內有許多建物是面臨老朽化、防災機能不足的舊耐震基準建物，為了解決問題，同時活絡周邊商業機能，運用了都市更新進行整體的活化。
設施計畫及經營由經營大丸與松坂屋的J. Front零售、森大樓、L不動產（LVMH轉投資公司）、住友商事等4家企業共同推進。其理念為「Life At Its Best」，同時欲推進銀座地區成為國際商業空間。
目前為銀座最大的商業設施，並進駐了許多符合銀座氛圍的高級服飾店。此外，也有數個橫跨多樓層的精品店。
防災機能上採用制震構造，並設置緊急發電機等緊急設備，提供受災戶能夠暫時滯留的空間（多功能空間），同時備有緊急食物、毛毯等。為了服務更多使用者，同時建有貫通通路、地下道等，並附設有無障礙設施。

## 主要設施

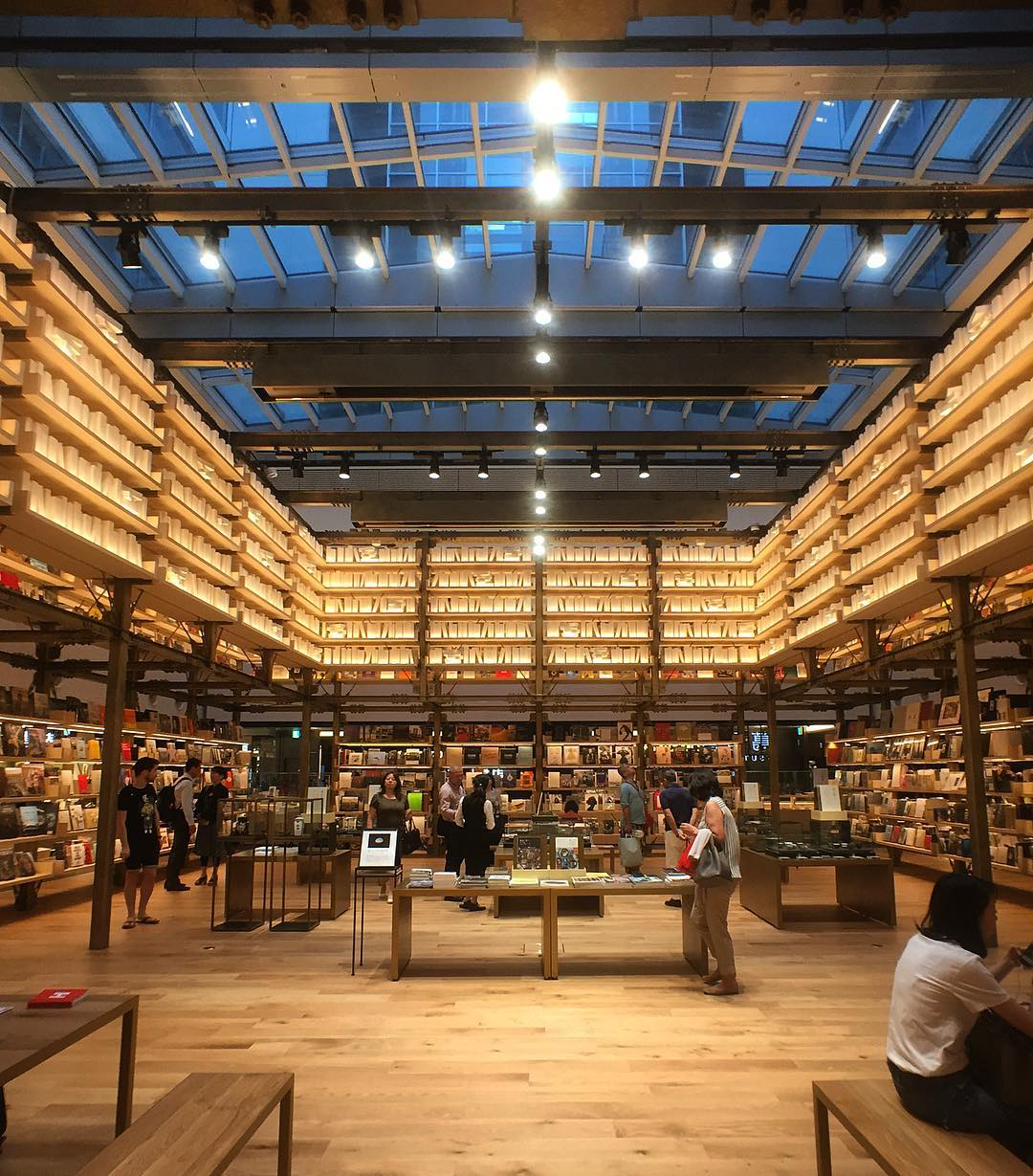
銀座蔦屋書店

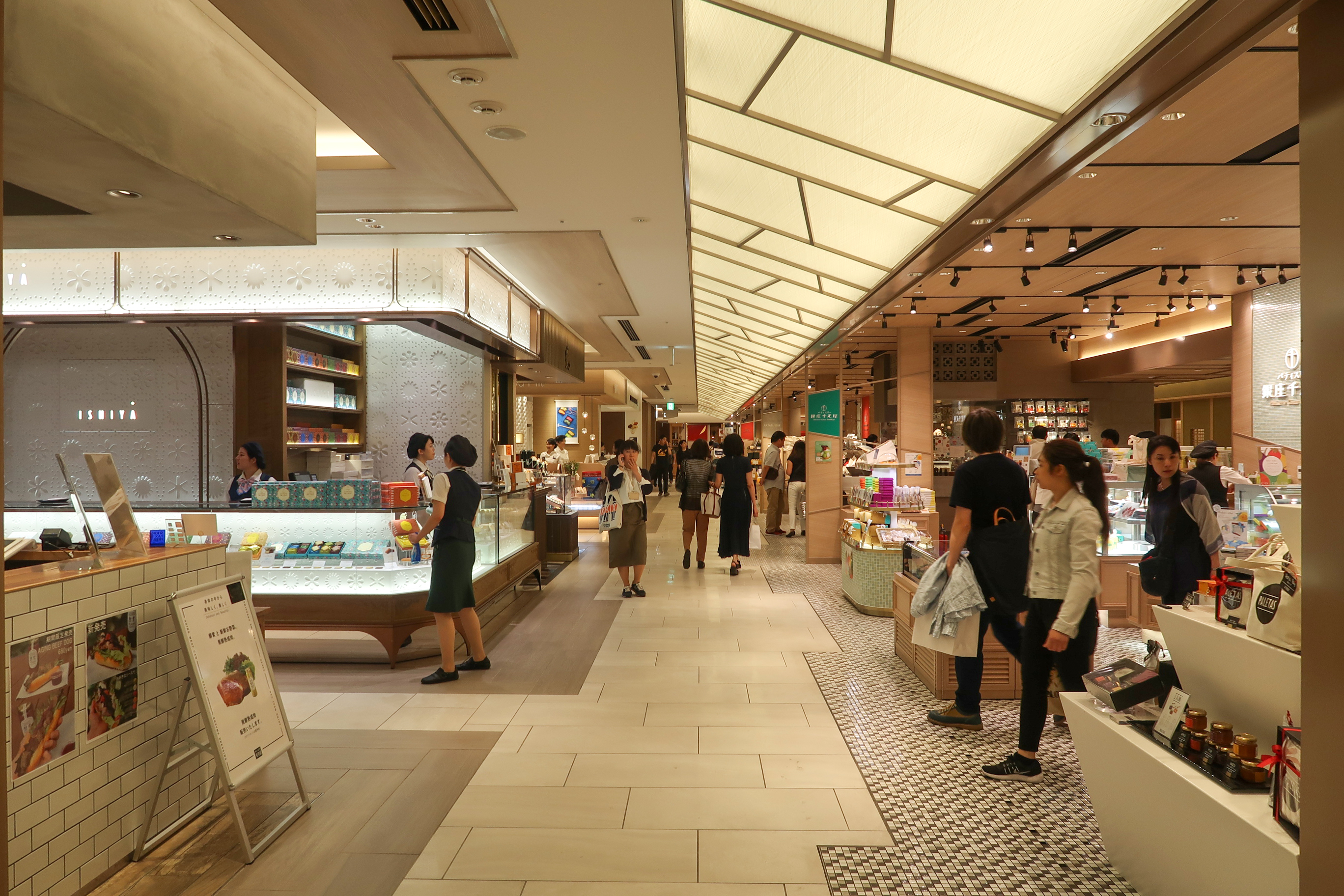
地下2樓

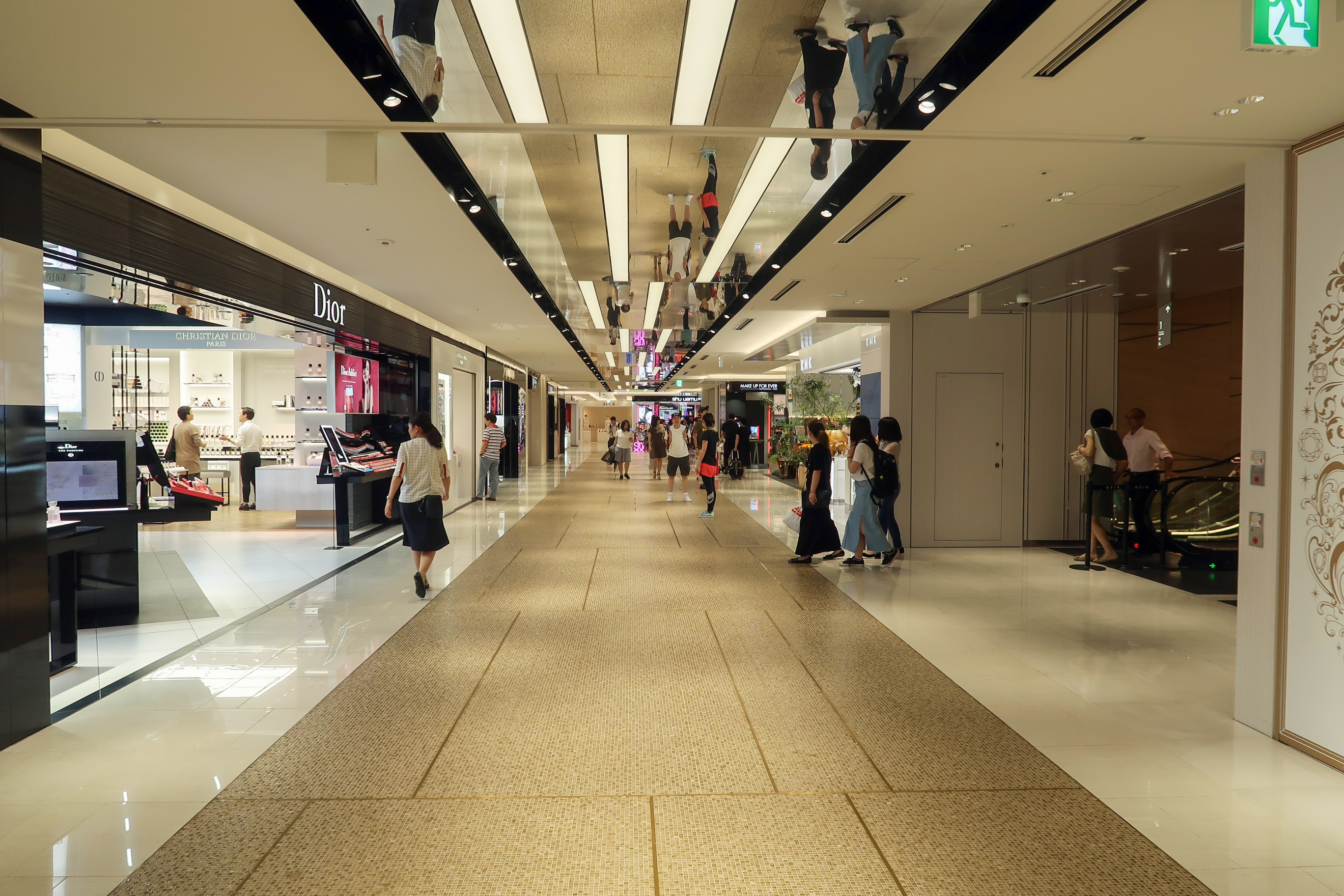
地下1階 - BEAUTY

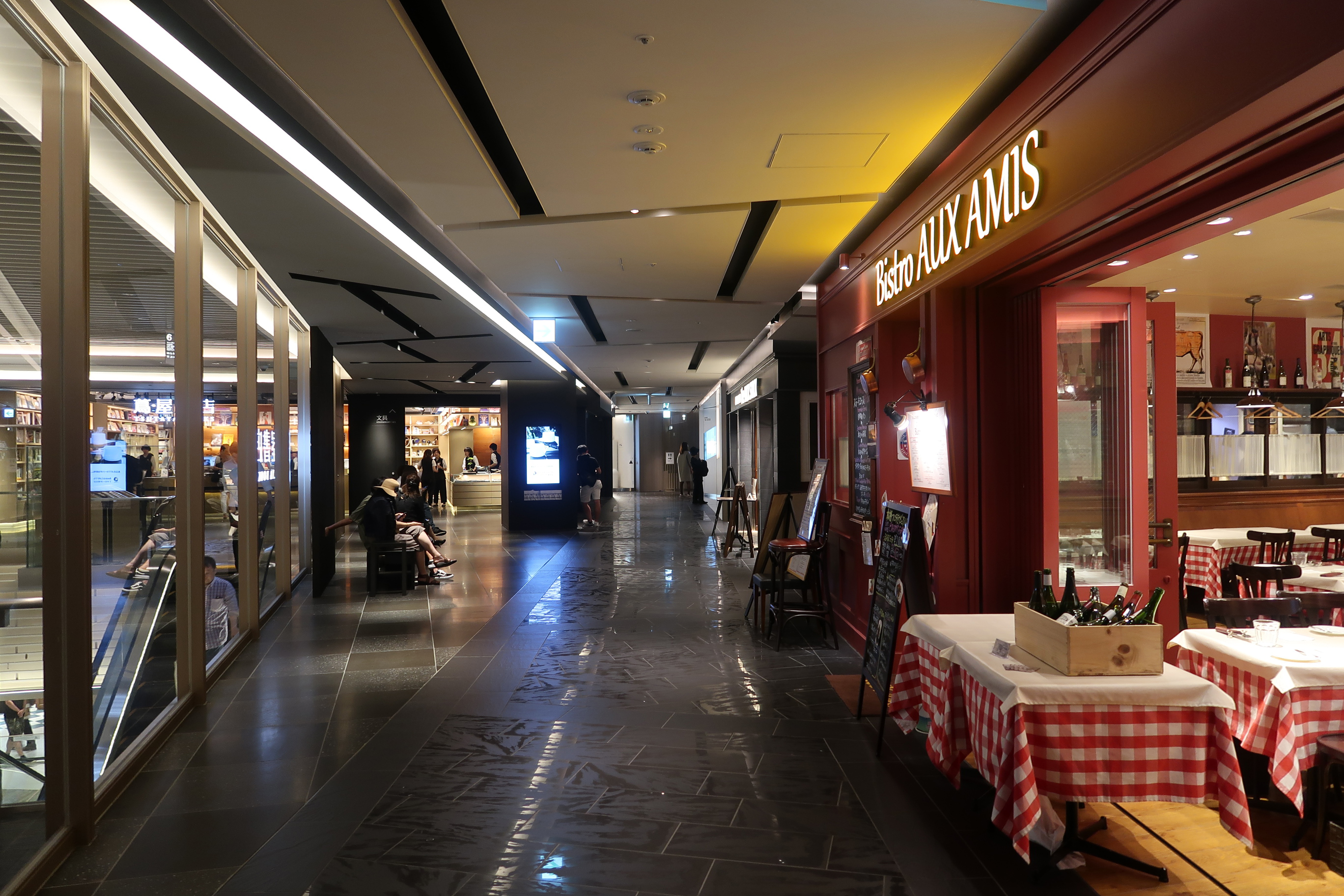
6階

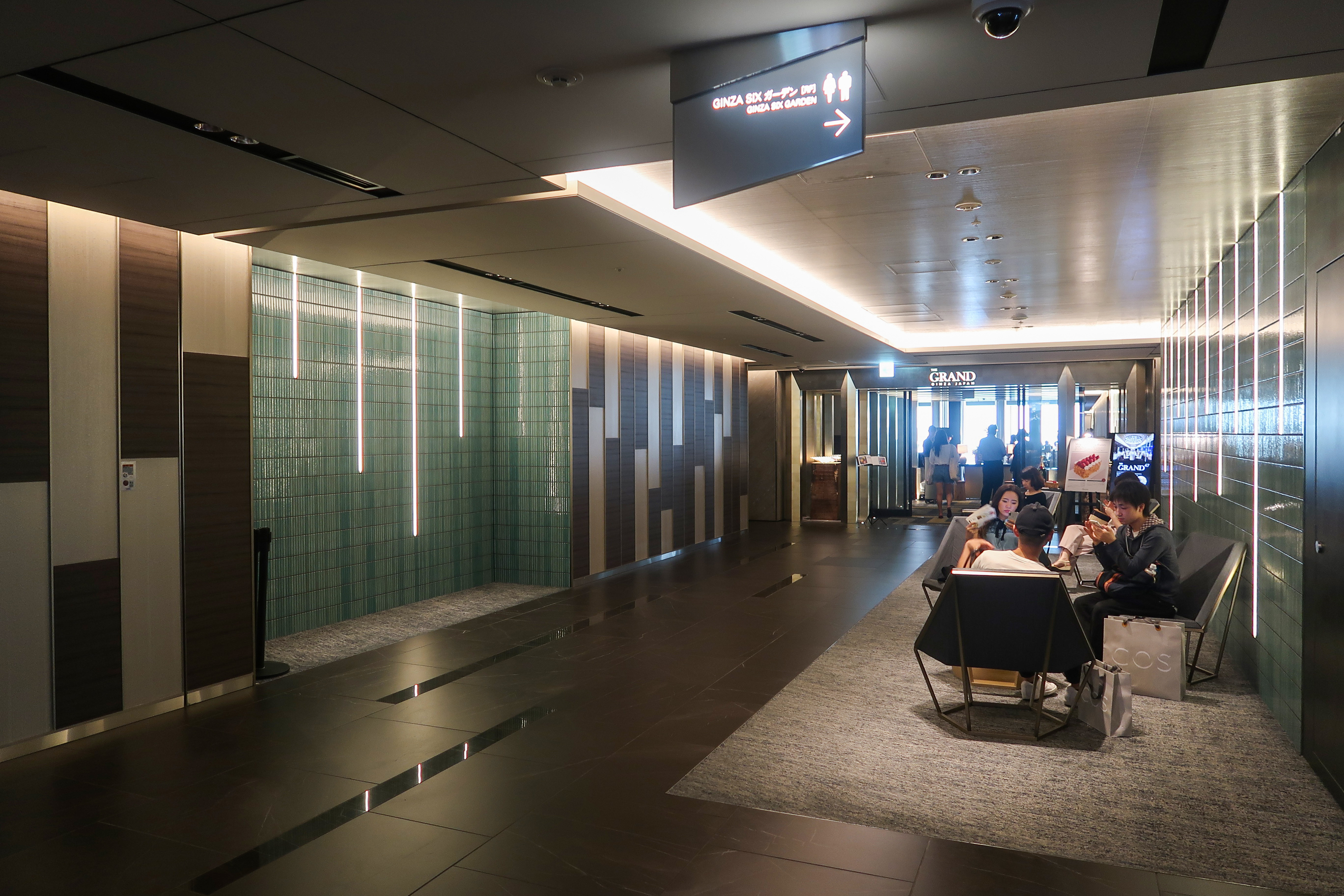
13階RESTAURANT & LOUNGE

商業設施
地下2樓-6樓、13樓一部 - 約50,000m2（約15,000坪）、計241店舗
- 地下2樓 - FOOD / SWEETS、JAPAN QUALITY、DELI & BAKERY 、WINE & GROCERY
- 地下1樓 - BEAUTY
- 1樓-3樓 - FASHION
- 4樓-5樓 - FASHION & LIFESTYLE
- 6樓 - ART BOOK & CAFE、RESTAURANT
- 13樓 - RESTAURANT & LOUNGE

業務設施
7樓-12樓、13樓一部 - 約50,000m2（約15,000坪）、基準階貸室面積 - 約6,100m2（約1,850坪）
文化設施
地下3樓 - 多功能廳 - 約1,600m2（約480坪）、觀世流的能樂堂「觀世能樂堂」
觀光設施
1樓 - 「銀座觀光站」，提供觀光導引、公車等乘車空間
地域冷暖房設施
地下5樓-地下6樓 - 銀座地區最大規模的地域冷暖房
公共設施
- 區劃道路特別區道中京第428號線 - 幅員14.365m、橫幅
- 「あづま通り」步行者用地下道路、幅員5.5m、延長約120m、地下一部施行地區外等
- 屋頂庭園 - 約4,000m2

## 交通
- 銀座線、丸之內線、日比谷線「銀座站」A3出口徒步2分
- 都營淺草線、日比谷線「東銀座站」A1出口徒步3分
  - 銀座、東銀座站可使用直通地下道。（通行時間 7:00～23:00）
- 有楽町線「銀座一丁目站」9號出口徒步8分
- 千代田線、日比谷線、都營三田線「日比谷駅站」A2出口徒步9分
- 有楽町線、JR山手線、京濱東北線「有樂町站」銀座口出口徒步10分
- 都營淺草線、銀座線、JR山手線、京濱東北線、東海道線、横須賀線、臨海新交通「新橋站」銀座口徒步10分

## 公共藝術
- 2階 シジェームギンザの吹抜け（2017年4月撮影）2階 シジェームギンザの吹抜け（2017年4月撮影）
- 大巻 伸嗣《Echos Infinity -Immortal Flowers-》
- 堂本 右美《民》
- チームラボ《Universe of Water Particles on the Living Wall》
- パトリック・ブラン《Living Canyon》

## 照片畫廊
- 中央通り入口（2018年6月撮影）
- 1階
- 3階
- 5階アールグロリュー
- 6階Ginza Grand Premium Food Hall
- 屋上庭園への階段
- 地下3階 能楽堂ロビー（2017年4月撮影）
- 銀座駅からの地下通路（2018年6月撮影）
- 中央通り東側から見る（2017年4月撮影）

## 腳註
1. ↑  . www.toshiseibi.metro.tokyo.lg.jp.   [2021-12-13]. （原始内容存档于2022-01-21）.

## 關聯項目
- 中央區
- 銀座
- 銀座站
- 東銀座站
- 有樂町站
- 日比谷站
- 六本木之丘
- 松坂屋
- 森大樓
- 住友商事
- 目抜き通り - 椎名林檎與トータス松本所作的主題曲

## 外部連結
- GINZA SIX - 官方网站
- J.FRONT RETAILING - 公式ウェブサイト （页面存档备份，存于）
- 森ビル - 公式ウェブサイト （页面存档备份，存于）
- 住友商事 - 公式ウェブサイト （页面存档备份，存于）